# Saint-Trivier-de-Courtes
Saint-Trivier-de-Courtes település Franciaországban, Ain megyében. Lakosainak száma 1122 fő (2022. január 1.). Saint-Trivier-de-Courtes Chavannes-sur-Reyssouze, Courtes, Mantenay-Montlin, Servignat, Vernoux, Vescours és Romenay községekkel határos.

## Népesség
A település népessége az elmúlt években az alábbi módon változott:
| Lakosok száma | 1066 | 1104 | 1064 | 966  | 1091 | 1097 | 1093 | 1102 | 1116 | 1122 |
|               | 1968 | 1982 | 1990 | 2006 | 2013 | 2015 | 2017 | 2019 | 2020 | 2022 |